# VM i fodbold 1950
Verdensmesterskabet i fodbold 1950 var den fjerde slutrunde om VM i fodbold og blev afholdt i Brasilien fra 24. juni til 16. juli. Mesterskabet blev vundet af Uruguay, der også havde vundet 20 år tidligere ved det første VM i 1930.
På grund af 2. verdenskrig var VM ikke blevet afholdt siden 1938. De planlagte turneringer i 1942 og 1946 blev begge aflyst. Og FIFA var ivrige efter at få mesterskabet i gang igen så hurtigt som muligt og begyndte derfor at planlægge en slutrunde til afholdelse i 1949. Men på grund af krigen lå det meste af Europa i ruiner, og FIFA havde problemer med at finde et land, der var interesseret i at påtage sig værtsrollen. Mange regeringer mente at verdenssituationen ikke lagde op til festlige sportsarrangementer, ikke mindst fordi ressourcerne det ville kræve at organisere VM, ikke kunne tages fra vigtigere gøremål, såsom genopbygningen af de krigshærgede områder.
I nogen tid var VM derfor i fare for endnu en gang at blive aflyst, denne gang på grund af mangel på interesse fra det internationale samfund, indtil Brasilien på FIFA's konference i Luxembourg i 1946 offentliggjorde et tilbud om at arrangere turneringen på den betingelse, at den skulle finde sted i 1950. Brasilien og Tyskland havde været favoritter til værtsskabet for det aflyste VM i 1942, men eftersom VM i 1934 og 1938 begge blev afholdt i Europa, er de fleste fodboldhistorikere enige om, at 1942-værtsskabet højst sandsynligt ville være blevet tildelt et sydamerikansk land. Brasiliens nye tilbud mindede om det for 1942, og det blev hurtigt accepteret af FIFA. Brasilien modtog dermed æren af at afholde turneringen og reddede VM-slutrunden fra endnu en aflysning.
Efter at have fundet et værtsland var næste opgave for FIFA at overtale landene til at sende deres landshold ud i verden for at spille om VM-titlen. Italien var særligt interessant at få med, fordi landet stadig var forsvarende verdensmester efter dets sejr i 1938, men landet lå i ruiner efter anden verdenskrig, og i starten var der fra italiensk side ingen eller kun meget lidt interesse for at deltage. Italienerne blev imidlertid overtalt til at stille op, og det rygtedes, at holdet kun havde fået råd til at rejse til Brasilien og spille, fordi FIFA havde lovet at betale alle holdets rejseudgifter.
Det indledende gruppespil ved dette VM fik et underligt format med to grupper bestående af fire hold, en gruppe med tre hold, og endelig en gruppe med kun to hold. Dette skyldtes, at nogle af de lande, der kvalificerede sig til slutrunden, senere meldte afbud, og derfor endte slutrunden med kun at have deltagelse af 13 hold. Indien var et af de lande, der trak sig inden slutrunden.
De britiske lande deltog igen, efter de var genindtrådt i FIFA fire år tidligere efter 17 års selvvalgt eksil. De brugte British Home Championship 1949-1950 som en af kvalifikationsgrupperne, hvorfra nr. 1 og 2 kvalificerede sig til slutrunden. England vandt gruppen foran Skotland, men skotterne afslog at rejse til Brasilien, eftersom de havde besluttet kun at deltage i VM, hvis de blev britiske mestre. Frankrig, der ellers ikke havde kvalificeret sig, blev tilbudt Skotlands plads, og accepterede i første omgang. Men en måned senere ombestemte de sig med den begrundelse, at der var for langt mellem slutrundens spillesteder. Tyrkiet, der havde kvalificeret sig ved at vinde over Syrien i kvalifikationen, blev det tredje land til at trække sig. Portugal blev tilbudt den ledige plads, men afslog. Dermed blev slutrunden, der var planlagt til 16 hold, gennemført med kun 13 hold.
Tyskland og Japan, der stadig var besat efter krigen, fik ikke lov at deltage i kvalifikationen, som i det hele taget blev en ret kaotisk affære, fordi mange hold trak sig undervejs.
Et britisk hold bestående af spillere fra hele Storbritannien havde kort tid inden VM slået et hold bestående af spillere fra resten af Europa med 6-1 i en opvisningskamp, og England startede derfor turneringen som en af favoritterne. Men de nåede ikke videre fra den indledende runde, bl.a. på grund af et chokerende nederlag på 0-1 til USA. Da resultatet blev formidlet i de engelske aviser, troede mange det var en trykfejl! Den kamp bliver af mange anset for en af de største sensationer i sportens historie, eftersom USA var undertippet med odds 500:1. Senere tabte England også 0-1 til Spanien, og dermed gik Spanien videre til finalerunden fra den gruppe.
Gruppevinderne fra de fire indledende grupper gik videre til finalerunden, hvor holdene igen spillede et gruppespil alle-mod-alle. Gruppen bestod af Brasilien, Spanien, Sverige og Uruguay, og vinderen af finalegruppen blev kåret til verdensmester. Dermed blev VM 1950 den eneste slutrunde, der ikke blev afgjort med en decideret finale (selvom finalerundens sidste kamp viste sig at afgøre mesterskabet og derfor ofte bliver omtalt som "finalen").
Brasilien indledte finalerunden suverænt med at banke Sverige 7-1, efterfulgt af en udklasning af Spanien med 6-1. Så inden den sidste kamp mod Uruguay var Brasilien i spidsen af gruppen med 4 point foran Uruguay med 3 point. Den 16. juli blev kampen, der også er kendt under navnet Maracanazo, spillet foran et massivt hjemmepublikum, der officielt blev registreret til 174.000 (uofficielt vurderet til over 200.000), på det nu legendariske stadion Maracanã i Rio de Janeiro. Brasilien behøvede blot at spille uafgjort for at sikre sig VM-trofæet, og efter så overbevisende sejre i de to foregående kampe, virkede sejren næsten sikret på forhånd. Hjemmeholdet kom da også foran i anden halvlegs 2. minut, takket være et mål af Friaça. Men senere udlignede Uruguay, og med ca. 11 minutter tilbage af kampen bragte de sig foran 2-1, hvilket også blev resultatet, og dermed blev Uruguay kåret som verdensmester for anden gang – Brasilien havde tabt "dets" verdensmesterskab. Der udbrød nærmest landesorg, og i forvirringen efter kampen glemte de brasilianske arrangører at overrække VM-pokalen til Uruguays spillere, så FIFA's formand Jules Rimet måtte selv begive sig ind på banen og lede efter den uruguayanske anfører for at pokalen kunne komme på rette hænder.
Pokalen, som FIFA's næstformand Ottorino Barassi under krigen havde gemt i en skotøjsæske under sin seng for at den ikke skulle falde i de forkerte hænder, var i 1946 blev opkaldt efter netop Jules Rimet som en påskønnelse af hans arbejde for fodbolden under 2. verdenskrig og hans 25 års jubilæum som formand for FIFA.

## Stadioner
Kampene blev spillet på følgende stadioner:
- Maracanã, Rio de Janeiro
- Estádio do Pacaembu, São Paulo
- Estádio Mineirao, Belo Horizonte
- Sete de Setembro, Belo Horizonte
- Estádio Beira-Rio, Porto Alegre
- Estádio Durival de Brito, Curitiba
- Ilha do Retiro, Recife

Konstruktion og renovering af stadioner (i 2018 dollars): US$291 millioner. 

## Resultater

### Kvalifikation
- Se Kvalifikation til VM i fodbold 1950.

### Indledende runde
| Gruppe 1                |                         |                         |       |
| Brasilien - Mexico      | Brasilien - Mexico      | Brasilien - Mexico      | 4-0   |
| Jugoslavien - Schweiz   | Jugoslavien - Schweiz   | Jugoslavien - Schweiz   | 3-0   |
| Brasilien - Schweiz     | Brasilien - Schweiz     | Brasilien - Schweiz     | 2-2   |
| Jugoslavien - Mexico    | Jugoslavien - Mexico    | Jugoslavien - Mexico    | 4-1   |
| Brasilien - Jugoslavien | Brasilien - Jugoslavien | Brasilien - Jugoslavien | 2-0   |
| Schwiez - Mexico        | Schwiez - Mexico        | Schwiez - Mexico        | 2-1   |
|                         | Kampe                   | Mål                     | Point |
| Brasilien               | 3                       | 8-2                     | 5     |
| Jugoslavien             | 3                       | 7-3                     | 4     |
| Schweiz                 | 3                       | 4-6                     | 3     |
| Mexico                  | 3                       | 2-10                    | 0     |

| Gruppe 2          |                   |                   |       |
| England - Chile   | England - Chile   | England - Chile   | 2-0   |
| Spanien - USA     | Spanien - USA     | Spanien - USA     | 3-1   |
| Spanien - Chile   | Spanien - Chile   | Spanien - Chile   | 2-0   |
| USA - England     | USA - England     | USA - England     | 1-0   |
| Spanien - England | Spanien - England | Spanien - England | 1-0   |
| Chile - USA       | Chile - USA       | Chile - USA       | 5-1   |
|                   | Kampe             | Mål               | Point |
| Spanien           | 3                 | 6-1               | 6     |
| England           | 3                 | 2-2               | 2     |
| Chile             | 3                 | 5-6               | 2     |
| USA               | 3                 | 4-8               | 2     |

| Gruppe 3           |                    |                    |       |
| Sverige - Italien  | Sverige - Italien  | Sverige - Italien  | 3-2   |
| Sverige - Paraguay | Sverige - Paraguay | Sverige - Paraguay | 2-2   |
| Italien - Paraguay | Italien - Paraguay | Italien - Paraguay | 2-0   |
|                    |                    |                    |       |
|                    |                    |                    |       |
|                    |                    |                    |       |
|                    | Kampe              | Mål                | Point |
| Sverige            | 2                  | 5-4                | 3     |
| Italien            | 2                  | 4-3                | 2     |
| Paraguay           | 2                  | 2-4                | 1     |

| Gruppe 4          |                   |                   |       |
| Uruguay - Bolivia | Uruguay - Bolivia | Uruguay - Bolivia | 8-0   |
|                   |                   |                   |       |
|                   |                   |                   |       |
|                   |                   |                   |       |
|                   |                   |                   |       |
|                   |                   |                   |       |
|                   | Kampe             | Mål               | Point |
| Uruguay           | 1                 | 8-0               | 2     |
| Bolivia           | 1                 | 0-8               | 0     |

### Finalerunde
- Brasilien – Sverige 7-1 (Maracanã, Rio de Janeiro)

1-0, 2-0 Ademir (17., 36.), 3-0 Chico (39.), 4-0, 5-0 Ademir (52., 58.), 5-1 Sune Andersson (67. str.), 6-1 Maneca (85.), 7-1 Chico (88.)
- Spanien – Uruguay 2-2 (Estádio do Pacaembu, São Paulo)

0-1 Alcides Ghigga (29.), 1-1, 2-1 Estanislao Basora (32., 39.), 2-2 Obdulio Varela (73.)
- Uruguay – Sverige 3-2 (Estádio do Pacaembu, São Paulo)

0-1 Karl-Erik Palmer (5.), 1-1 Alcides Ghigga (39.), 1-2 Stig Sundqvist (40.), 2-2, 3-2 Oscar Miguez (77., 85.)
- Brasilien – Spanien 6-1 (Maracanã, Rio de Janeiro)

1-0 Ademir (15.), 2-0 Jir (21.), 3-0, 4-0 Chico (31., 55.), 5-0 Ademir (57.), 6-0 Zizinho (67.), 6-1 Silvestre Igoa (71.)
- Sverige – Spanien 3-1 (Estádio do Pacaembu, São Paulo)

1-0 Stig Sundqvist (15.), 2-0 Bror Mellberg (33.), 3-0 Karl-Erik Palmer (80.), 3-1 Telmo Zarra (82.)
- Uruguay – Brasilien 2-1 (Maracanã, Rio de Janeiro)

0-1 Friaca (47.), 1-1 Juan Schiaffino (66.), 2-1 Alcides Ghigga (79.)

### Slutstilling
|              | Kampe | Mål  | Point |
| 1. Uruguay   | 3     | 7-5  | 5     |
| 2. Brasilien | 3     | 14-4 | 4     |
| 3. Sverige   | 3     | 6-11 | 2     |
| 4. Spanien   | 3     | 4-11 | 1     |

## Målscorer
8 mål
- Ademir

5 mål
- Óscar Míguez

4 mål
- Chico
- Telmo Zarra
- Alcides Ghiggia
- Estanislao Basora

3 mål
- Karl-Erik Palmér
- Stig Sundqvist
- Juan Alberto Schiaffino

2 mål
| - Baltazar - Jair - Zizinho - Atilio Cremaschi | - Riccardo Carapellese - Sune Andersson - Hasse Jeppson - Jacques Fatton | - Željko Čajkovski - Kosta Tomašević - Silvestre Igoa |

1 mål
| - Alfredo - Friaça - Maneca - Andrés Prieto - George Robledo - Fernando Riera - Wilf Mannion - Stan Mortensen - Ermes Muccinelli | - Egisto Pandolfini - Horacio Casarín - Héctor Ortiz - Atilio López - César López Fretes - Bror Mellberg - René Bader - Jean Tamini - Joe Gaetjens | - Joe Maca - Gino Pariani - Frank Wallace - Julio Pérez - Obdulio Varela - Ernesto Vidal - Stjepan Bobek - Tihomir Ognjanov |